# Leitner (společnost)

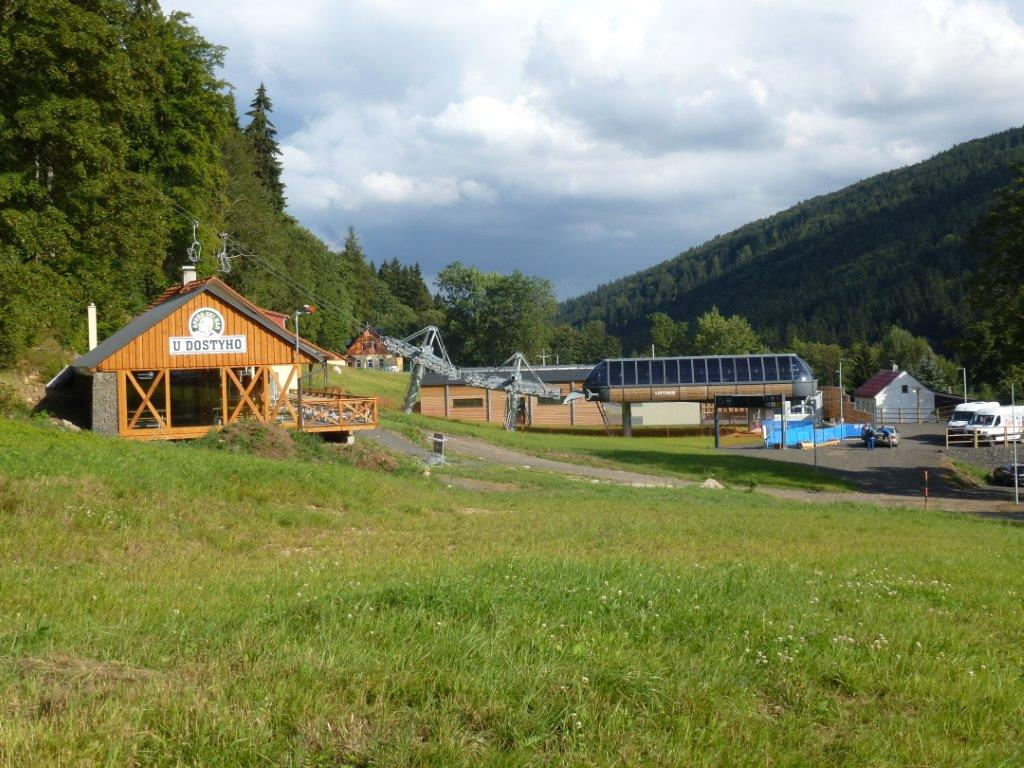
Lanová dráha Pstruží-Plešivec od společnosti Leitner

Leitner je italský výrobce lanových drah. Společnost byla založena v roce 1888. Dnes sídlí v Jižním Tyrolsku. Společnost vyrábí také sněžné rolby a sněžná děla.

## Lanové dráhy v Česku
Společnost Leitner dodala technologie na stavbu lanovek:
- Malá Morávka – Kopřivná
- Pstruží – Plešivec
- Plešivec – Modes Grund
- Plešivec – Plešivecká louka
- Pec pod Sněžkou – Růžová hora – Sněžka
- Hofmanky Express
- Špindlerův mlýn – Pláň